# Ink (personaggio)
Ink, il cui vero nome è Eric Gitter, è un personaggio dei fumetti creato da Marc Guggenheim (testi) e Yanick Paquette (disegni), pubblicato dalla Marvel Comics. Apparso per la prima volta sulle pagine di Young X-Men n. 1 (maggio 2008), Eric sembrava essere un altro dei pochi mutanti scampati alla decimazione tuttavia è stato poi confermato, e ribadito da Emma Frost, che non possiede il gene X.

## Poteri e abilità
Ink non possiede alcun potere proprio. Tuttavia, ha accesso a numerosi superpoteri conferitegli dal tatuatore mutante Leon Nuñez capace di donare superpoteri a normali individui soltanto disegnando un'icona che poi riproduca l'abilità. Attualmente, i tatuaggi che Ink possiede sono:
- Sul palmo della mano destra il simbolo del biorischio, capace di far sentire estremamente debole chiunque ne venga a contatto e di farlo vomitare.
- Sulla mano, il polso e parte del braccio sinistro le caratteristiche bande della forma corazzata di Colosso, che gli garantiscono una superforza limitata solo a quell'arto.
- Su entrambe le tempie un paio di lampi, che gli garantiscono una debole telepatia.
- Sulla schiena un paio di ali, che gli permettono di volare.
- Sul bicipite destro un simbolo rassomigliante ad una esplosione gli permette di sfondare pareti e distruggere qualsiasi ostacolo gli si pari davanti.
- Sul palmo della mano sinistra il simbolo del caduceo che gli permette di curarsi e curare gli altri.
- Sull'occhio destro il simbolo della forza Fenice gli garantisce un fac-simile di tutti i poteri di Fenice.

## Altri media
Ink appare nel film X-Men - Giorni di un futuro passato (2014), interpretato da Gregg Lowe.